# Street Kids (banda)
Street Kids foram uma banda portuguesa de new wave, de aproximação ao power pop, formada em Cascais em 1980. Precursores e participantes ativos do boom do rock português deixaram o registo de  três singles de inéditos e um álbum de estúdio.

## História
A génese dos Street Kids está numa banda de rock sinfónico de garagem, de nome Wen, e formada em 1978 em São João do Estoril por Luís Ventura (vocalista), Eduardo Sobral (guitarra), Nuno Rebelo (baixo), Augusto França (órgão) e Rogério Freire (bateria). Realizaram dois concertos, sendo o primeiro em 1979 em Torres Vedras e o segundo no Liceu Francês. O interesse pelo pós punk levou-os a mudar de estilo musical. Alteraram o nome da banda para De Plástico e fizeram um único concerto, na passagem de ano de 1979–80 no pavilhão do CDUL, em Lisboa. Entretanto o teclista e o baterista foram substituídos, respetivamente, por Nuno Canavarro e Emanuel Ramalho.
A nova formação mudou o nome para Street Kids e entraram em estúdio para gravar por conta própria uma demo tape com duas canções em inglês ("Let me do it" e "The Poison") que apresentaram ao programa de rádio Rock Em Stock, de Luís Filipe Barros, e ao recém criado semanário de música Rock Week. Uma das canções ("Let Me Do It") começou a passar diariamente no programa da rádio e o semanário publicou uma crítica a um concerto da banda, bem como uma entrevista. Esses factos despertaram o interesse da editora Vadeca, com quem assinaram contrato ainda em 1980. Com Luís Ventura (vocal), Eduardo Sobral (guitarra), Nuno Rebelo (baixo), Nuno Canavarro (teclas) e Emanuel Ramalho (bateria), os Street Kids praticavam uma sonoridade de influência new wave de contornos virados para o power pop importado de Inglaterra, com canções que alternavam entre o inglês e o português.
Lançaram o primeiro single "Let Me Do It", com "Spy" no lado B, produzido por Luís Filipe Barros e que atingiu rapidamente o primeiro lugar de preferências na rádio. No dia 19 de abril de 1981 participaram no segundo aniversário do programa Rock Em Stock, no Pavilhão do Restelo, juntamente com os UHF, NZZN, GNR, Jafumega, Roxigénio e Arte & Oficio. Em maio foi lançado o single "Hospital Report", com os temas "Super Wen" e "Secondary Effects", produzido novamente por Luís Filipe Barros. Os royalties das vendas do disco foram cedidos à Liga Portuguesa Contra o Cancro, numa ação de filantropia praticada pela banda. No decorrer do ano de 1981 totalizaram mais de 50 concertos de norte a sul de Portugal, muitos dos quais como banda suporte da digressão do primeiro álbum de Rui Veloso, Ar de Rock.
No início de 1982 foi editado Trauma, o primeiro e único álbum da banda, bem recebido pela crítica, obtendo sucesso nos temas "Tropa Não" e "Propaganda" do single de apresentação. Durante a digressão fizeram a primeira parte dos concertos dos Tangerine Dream e dos Classix Nouveaux em Portugal. Em 1982, Nuno Canavarro decide deixar o grupo e Eduardo Sobral e Luís Ventura são chamados a cumprir o serviço militar. Nuno Rebelo é convidado para integrar os GNR mas após uma curta passagem por esta banda, decide regressar aos Street Kids. Em 1983 regressaram aos textos em inglês com a edição do maxi single "So Far For So Long", com produção repartida entre Nuno Rebelo e Emanuel Ramalho. Os Street Kids não conseguiram resistir à crise do rock português e terminaram a carreira pouco tempo depois, em 1983. 

## Membros
- Luís Ventura (vocal) [1]
- Eduardo Sobral (guitarra) [1]
- Nuno Rebelo (baixo) [1]
- Nuno Canavarro (teclas) [1]
- Emanuel Ramalho (bateria) [1]

## Discografia
- Let Me Do It [3] Single (1980)
- Hospital Report [4] Single (1981)
- Trauma [5] Álbum de estúdio (1982)
- Tropa Não [6] Single (1982)
- So Far For So Long [7] Maxi single (1983)